# Dark Skies (2013)
Dark Skies is een Amerikaanse thriller/sciencefictionfilm uit 2013 zowel geschreven als geregisseerd door Scott Stewart.

## Verhaal
Lacy en Daniel Barrett vormen samen met hun vroeg-adolescente zoon Jesse en zijn jongere broertje Sam een doorsnee gezin in een Amerikaanse buitenwijk. Het grootste probleem waar de familie mee kampt, is het betalen van de hypotheek. Met name Daniel heeft het hier zwaar mee, omdat hij zonder werk zit. Lacy brengt als makelaar wel het een en ander binnen.
Wanneer Lacy na een barbecue met de bevriende familie Jessop 's nachts de keuken inloopt, treft ze de koelkast aan met de deur wijd open. De keukenvloer is bezaaid met etenswaren. Ook staat de tuindeur open. Er blijkt niets gestolen, alleen alle groenten die in de koelkast lagen zijn weg. De vleeswaren zijn onaangeraakt, wat het binnenbreken van wilde dieren onwaarschijnlijk maakt. De volgende nacht staan plots alle verpakte etenswaren zo opgesteld in de keuken, dat ze samen met de keukenlamp met hun schaduwen een bepaald patroon vormen op het plafond.
Een politieagent die op verzoek van de Barretts poolshoogte komt nemen, kan geen sporen van braak vinden. Hij raadt de familie aan een beveiligingssysteem aan te sluiten, wat Daniel direct regelt. Het gaat nog diezelfde nacht af. Daniel haast zich naar beneden, maar treft niets of niemand aan in de keuken. Wel krijgt hij bericht van het beveiligingsbedrijf dat hun computer aangeeft dat alle beveiligingspunten om het huis precies tegelijk een signaal afgaven. Ook blijken alle foto's van de familie verdwenen uit de fotolijstjes. De gebeurtenissen volgen elkaar op. Honderden vogels van drie verschillende zwermen vliegen zich massaal te pletter tegen de ramen van het huis van de Barretts; alle vier de gezinsleden krijgen los van elkaar een black-out en Lacey ziet in de slaapkamer van Sam een donkere gestalte, die verdwenen blijkt zodra ze het licht aandoet. Ze weet zeker dat ze zag wat ze zag en begint na onderzoek op het internet te vermoeden dat iets buitenaards het huis bezoekt.
Wanneer de Jessops Sam meenemen naar het zwembad, weigert die zijn shirt uit te trekken. Zijn bovenlichaam blijkt bezaaid met bloeduitstortingen. Jesse krijgt in het bijzijn van zijn vriend Kevin Ratner een toeval in het bos. Wanneer een arts hem naar aanleiding daarvan onderzoekt in het ziekenhuis, blijkt zijn lichaam vol te staan met brandmerken. Hij is beroepshalve verplicht het voorval te melden bij de Kinderbescherming. De Barretts gaan zonder protest akkoord, in de wetenschap dat zij hun kinderen niets hebben aangedaan.
Nadat Daniel wakker schrikt van een nachtmerrie over Sam, gaat hij de opnames van het bewakingssysteem in hun huis nog eens nakijken, nu beeld voor beeld. Zo ontdekt hij één frame waarop te zien is hoe drie donkere gestaltes zich buigen over de bedden van de familieleden. Dit is voor hem het laatste zetje dat hij nodig had om mee te gaan in Laceys theorie over buitenaardsen. De Barretts bezoeken Edwin Pollard, een expert op het gebied van buitenaardse waarnemingen. Die onderwerpt het stel eerst aan een test om uit te sluiten dat hij te maken heeft met fantasten. Dat en zijn uitleg waaruit blijkt dat hij ook veel populaire verhalen over buitenaardsen als hoogst onwaarschijnlijk beschouwt, overtuigt de Barretts van zijn oprechtheid. Pollard vertelt ze dat hun verhaal overeenkomt met dat van veel families waarvan uiteindelijk een kind is verdwenen. Alles wat ze tot op dat moment hebben meegemaakt, zijn voorbereidingen op de ontvoering. Lacey ziet ondertussen een wand in Pollards huis dat van onder tot boven is bedekt met opgaves van vermissing van verdwenen kinderen. Hij vertelt de Barretts dat het feit dat ze getuige zijn geweest van de gebeurtenissen, betekent dat de buitenaardsen al hebben besloten welk kind hun doelwit is; een ontvoering is moeilijk te voorkomen. Hij weet dat er een paar families zijn die het is gelukt, maar dat samenwerking van de gezinsleden en extreme bescherming van het doelwit de enige kans is die de Barretts hebben.

## Rolverdeling
- Keri Russell - Lacy Barrett
- Josh Hamilton - Daniel Barrett
- Dakota Goyo - Jesse Barrett
- Kadan Rockett - Sam Barrett
- J.K. Simmons - Edwin Pollard
- L.J. Benet - Kevin Ratner
- Michael Patrick McGill - Kevin Ratners vader
- Rich Hutchman - Mike Jessop
- Myndy Crist - Karen Jessop
- Annie Thurman - Shelly Jessop
- Jake Brennan - Bobby Jessop
- Ron Ostrow - Richard Klein
- Judith Moreland - Janice Rhodes
- Kenneth Meseroll - Pete
- Trevor St. John - Alex Holcombe
- Andy Umberger - Jonathan Kooper